# Neustupov
Neustupov är en köping i Tjeckien.   Den ligger i regionen Mellersta Böhmen, i den centrala delen av landet, 60 km söder om huvudstaden Prag. Neustupov ligger 545 meter över havet och antalet invånare är 516.
Terrängen runt Neustupov är platt åt sydost, men åt nordväst är den kuperad. Runt Neustupov är det ganska glesbefolkat, med 30 invånare per kvadratkilometer. Närmaste större samhälle är Benešov, 18,5 km norr om Neustupov. Trakten runt Neustupov består till största delen av jordbruksmark.